# Kuta Makmur (Kuala)
Kuta Makmur is een bestuurslaag in het regentschap Nagan Raya van de provincie Atjeh, Indonesië. Kuta Makmur telt 738 inwoners (volkstelling 2010).